# Christian Barani
 (août 2016).
Christian Barani est artiste-réalisateur. Il est né en 1959 et vit à Paris.
Il construit une pratique qui associe les arts visuels au documentaire. Son travail prend la forme d’une poésie réaliste engagée dans une altérité improvisée. Depuis plus de vingt ans, il représente les vaincus, les cultures mineures, particulières et populaires. Son processus de réalisation met en place un dispositif performatif qui va générer des images sans a priori. Souvent perdu dans l’espace, il marche, traverse, observe, ressent, analyse, il rencontre et capte les surgissements qui adviennent. Il dérive durant de longues heures jusqu’à l’épuisement.
Un matériau est ainsi récolté et l’écriture s’opère au montage. Différentes formes naissent et peuvent prendre la forme de film, de film installation, de documentaire exposé et de lecture projection.
Ses travaux sont montrés dans des festivals, centres d’art et musées : Les Abattoirs de Toulouse, M.A.S. Museum man de Stroom à Anvers, Les Rencontres Internationales Paris Berlin, MUBI, Cité de l’architecture et du patrimoine de Paris, Palais des Beaux-Arts de Bruxelles, Tbilisi Photography and Multimedia Museum en Géorgie, Fondation Michalski en Suisse, Columbia University à New York, le Cinéma du Réel à Paris, Musée Reina Sofia à Madrid, Musée d’Art Moderne de Yokohama, Khiasma aux Lilas, L’onde à Velizy-Villacoublay, le Lieu Unique à Nantes, Musée d’Art Moderne du Havre, les Escales Documentaires à La Rochelle, États généraux du film documentaire à Lussas, Institut du Monde arabe, CPH:DOC Copenhagen …

ENSEIGNEMENT
- De 1990 à 2006, il fonde et dirige le département Images en mouvement de l’École Nationale Supérieure de Création Industrielle à Paris. Il y enseigne l’histoire du cinéma et de l’art vidéo ainsi que les pratiques contemporaines de l’image.
- De 1998 à 2001, il crée avec l’artiste Jeff Guess la Cellule d’Expérimentation Image et Son à l’ENSCI. Xis est un laboratoire consacré à l’expérimentation pédagogique et à la recherche, un lieu de croisement entre artistes, architectes et designers. Xis est un lieu de production et de présentation scénographique.
- Depuis 2006, il réalise des workshops et des conférences dans différentes écoles de Beaux-Arts et d’Architecture.

PROGRAMMATEUR
De 2000 à 2010, il fonde et dirige avec Véronique Barani et Sabine Massenet une structure collaborative de diffusion de films d’artistes, est-ce une bonne nouvelle, comprenant une centaine d’artistes internationaux. La collection se compose de près de 500 films.
De 2004 à 2006, il organise avec frédéric dumond, des programmations de littérature contemporaine et poésie performative sous le nom d'extensions, dynamiques d'écriture, avec Charles Pennequin, Anne-James Chaton, Jérôme Game, Cyrille Martinez, Hubert Renard, Jean-Michel Espitallier, Emmanuel Adely...

FILMOGRAPHIE (sélection)
- Longs métrages :
- … et Pierre Jeanneret (Inde) 2023
- Hyderabad (Inde) 2021
- je me suis enfui (Éthiopie) 2020
- La terre a tremblé (Népal) 2021
- Paradis (Liban) 2018
- My Dubaï Life (Émirats Arabes Unis) 2011
- Parce que / Mine de rien / En 2030 le pays deviendra (Trilogie Kazakhstan). Co-réalisés avec Guillaume Reynard 1998/2008 
- Courts métrages :
- Idole. (Brésil). 7 minutes. 2021
- Le gouffre des démons. (Djibouti). 34 minutes. 2019
- Dans la fumée d’une peau. (Afrique du Sud). 13 minutes. 2018
- Prolégomènes à la lumière. (Kazakhstan). 7 minutes. 2015
- Like a strategy. (Émirats arabes unis). 40 minutes. 2011 
Films/installations :
- On était prêt à s’asseoir sur un hérisson. Géorgie. 65 minutes. (Multi écrans) 2020
- Film mer au-delà. Liban. 13 minutes. (5 écrans synchronisés) 2018
- Blind Song. Chypre. (3 écrans synchronisés) 2009

Documentaires exposés :
- La lumière semble si loin. Géorgie. (multi écrans). 2021
- and we came out to see once more the stars… . Géorgie. (multi écrans ). 2018
- Chandigarh, 50 ans après Le Corbusier. Inde. (8 écrans synchronisés). 2015
- Self fiction. Dubaï - Émirats Arabes Unis. (multi écrans). 2012
- Harar. Éthiopie. 50 minutes (6 écrans - diffusion du son performative). 2009
- À tous ceux qui entrent dans l’image. Chypre. (Multi écrans). 2009

Lectures projections
- … et Pierre Jeanneret ou l'art de la discrétion avec Emmanuel Adely. Inde 2018
- corps tombent. Namibie. 2014/2017
- au hasard Chandigarh. Inde. 2016
- Il marche à croire que la mort n'est guère plus qu'un vent de sable. Liban. 2014
- Dubaï Across Simulation avec Olivier Marbœuf et Bertrand Gauguet. Émirats Arabes Unis 2013
- M avec frédéric dumond. Népal 2009

Œuvres de commandes (sélection)
Réalisation de films et films/installations pour la Maison Arthur Rimbaud à Charleville Mézières, l’Institut Royal des Sciences Naturelles de Bruxelles, le Centre de Culture Scientifiques de Rennes, Agora la Biennale d’Architecture de Bordeaux, le Mons Mémorial Museum en Belgique, le Musée des Confluences à Lyon, l’ENS Paris Saclay, la Cité de l’architecture et du patrimoine de Paris, l’École Nationale Supérieure d’Architecture de Toulouse, l’IRCAM, Institut français & Ministère de la Culture, Muséum national d’Histoire naturelle de Paris…